# Theodor Wilhelm Engelmann

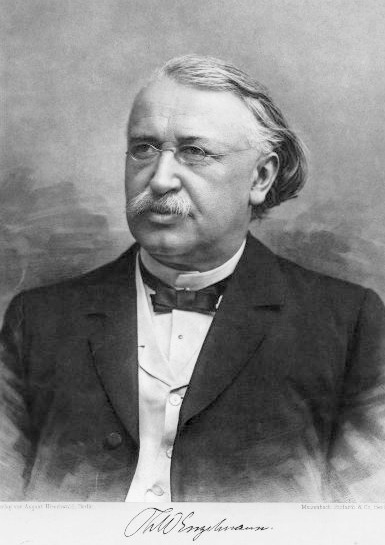
Theodor Wilhelm Engelmann

Theodor Wilhelm Engelmann, född 14 november 1843 i Leipzig, död 20 maj 1909 i Berlin, var en tysk fysiolog; son till Wilhelm Engelmann; bror till astronomen Rudolf Engelmann.
Engelmann blev 1867 medicine doktor i Leipzig, kallades samma år till assistent vid fysiologiska laboratoriet vid universitetet i Utrecht och utnämndes där 1871 till professor i biologi och histologi samt 1889 i fysiologi. Han kallades 1897 till Emil du Bois-Reymonds efterträdare som professor i fysiologi vid Berlins universitet. 
Engelmanns vetenskapliga verksamhet är sällsynt mångsidig och omfattande, och inom många skilda områden av såväl zoo- som växtfysiologin, likasom inom histologin, utförde han viktiga undersökningar, delvis av grundläggande betydelse. På hans laboratorium utfördes därjämte ett stort antal arbeten av hans många lärjungar. Till största delen är dessa, försåvitt de hänför sig till hans verksamhet i Utrecht, offentliggjorda dels i Eduard Pflügers "Archiv für die gesammte Physiologie", dels i "Onderzoekingen gedaen in het physiologisch laboratorium der Utrechtsche hoogeschool". Efter sin flyttning till Berlin publicerade han sina undersökningar i det av honom från 1898 redigerade "Archiv für Anatomie und Physiologie".